# فهرست کشورها بر پایه صادرات قطعات خودرو
در زیر فهرستی از کشورها بر پایه صادرات قطعات خودرو آمده‌است. این داده‌ها در سال ۲۰۱۲ بر مبنای میلیون دلار آمریکا مرتب شده‌است که از سوی رصدخانه پیچیدگی اقتصادی منتشر شده‌است.
در زیر ۲۱ کشور برتر فهرست شده‌اند.
| ردیف | کشور                | مفدار  |
| ---- | ------------------- | ------ |
| ۱    | آلمان               | ۵۴٬۵۰۹ |
| ۲    | ژاپن                | ۴۲٬۲۱۲ |
| ۳    | چین                 | ۲۱٬۶۹۳ |
| ۴    | کرهٔ جنوبی           | ۲۰٬۴۹۶ |
| ۵    | فرانسه              | ۱۹٬۳۱۱ |
| ۶    | ایتالیا             | ۱۲٬۸۳۹ |
| ۷    | چک                  | ۹٬۸۲۷  |
| ۸    | اسپانیا             | ۹٬۴۱۱  |
| ۹    | لهستان              | ۸٬۴۲۴  |
| ۱۰   | ایالات متحده آمریکا | ۶٬۵۷۴  |
| ۱۱   | بریتانیا            | ۵٬۹۶۱  |
| ۱۲   | بلژیک               | ۵٬۵۷۷  |
| ۱۳   | لوکزامبورگ          | ۵٬۵۷۷  |
| ۱۴   | سوئد                | ۵٬۵۴۸  |
| ۱۵   | تایلند              | ۵٬۳۶۰  |
| ۱۶   | اتریش               | ۴٬۴۷۳  |
| ۱۷   | هلند                | ۴٬۳۳۱  |
| ۱۸   | ترکیه               | ۴٬۰۲۶  |
| ۱۹   | مجارستان            | ۳٬۸۳۸  |
| ۲۰   | برزیل               | ۳٬۸۱۶  |
| ۲۱   | اسلواکی             | ۳٬۸۱۳  |